# Каменная чаша
Каменная чаша — ландшафтный комплекс в Жигулёвских горах. Находится на территории Жигулёвского заповедника в Самарской области России.

## Географическое положение
Каменной чашей называют расширение Ширяевского оврага в месте впадения в него Каменного оврага в 10 км от села Ширяево. В центре гор образуется большое углубление, окружённое горными гребнями.
Это горное образование, окаймленное пятью склонами гор и пятью оврагами: с северо-запада — овраг Колоды (Ключи), с севера — овраги Соляный и Каменный, с юго-востока — Ширяевский, с юго-запада — Безымянный. Окружающие Каменную чашу вершины имеют высоты 301, 306, 304, 297 и 249 метров, образуя по форме некое подобие котла. 
Добраться до урочища можно на автомобилях по дороге у подножия Жигулей от села Ширяево либо пешком через горы от посёлка Солнечная Поляна.

## Источник
На склонах горы имеются три источника. Это единственное место, где на вершинах Жигулей пробивается чистая родниковая вода. По преданию сюда стекают слёзы Хозяйки Жигулёвских гор, оплакивающей своё одиночество. Раньше вода стекала вниз до места соединения оврагов, где и наполняла небольшое каменное образование. Возможно поэтому место и названо Каменной чашей.
Один из источников, бьющий из камня на высоте 175 метров, считается чудотворным. Он получил название «Источник Николая Чудотворца». Считается, что вода из него приносит здоровье и долголетие.
Никольский родник проистекает из западного склона Каменного оврага. Вода поступает из плиоценовых отложений кайнозойской эры (эпоха неогенового периода, начавшаяся 5,332 миллиона лет назад). Скорость поступления воды составляет примерно 4,5 литра в минуту, а ее температура +5 градусов. Вода по всем показателям соответствует ГОСТу, присутствие повышенного количества аммиака указывает на близкое расположение нефтеносных районов.

## Часовня
По благословению архиепископа Самарского и Сызранского источник Николая Чудотворца входит в маршрут паломничества по святым местам Самарской области. В 1998 году рядом с источником был установлен камень в честь Николая Угодника, а затем возведена деревянная часовня. Неизвестными вандалами в 2000 году часовня была сожжена, но уже в 2002 году верующими Тольятти и Жигулёвска была возведена заново, уже каменная.

## Экология
Каждый год Каменную чашу посещают более 2000 человек. Реклама и популяризация источника сыграла не на пользу. Улучшенная дорога от села Ширяево привела к увеличению желающих проехать на личных автомобилях, организовать пикник на территории Жигулёвского заповедника. У источника при хорошей погоде стало шумно, многолюдно и намусорено. Приезжие выстраиваются в целую очередь «за благодатью». Исчезают окружавшие Каменную чашу уникальные растения, внесённые в Красную книгу, больше не приходят на водопой дикие животные.
Экологи регулярно пытаются ограничить посещение Каменной Чаши или хотя бы ввести плату за посещение.
В 1968 году в Каменной Чаше состоялся первый фестиваль бардовской песни, посвященный Валерию Грушину, однако потом фестиваль проводился в иных местах.

## Отражение в искусстве
Каменная чаша упоминается в многочисленных легендах Жигулёвских гор. Так в легенде «Утёс Шелудяк» рассказывается о сподвижнике Степана Разина атамане Фёдоре Шелудяке, который не желая сдаваться царским войскам бросился с утёса на камни. Но камни раздвинулись и попал Фёдор к Хозяйке гор. Долго жил в подземелье, но не радовал его каменный плен и умер он в тоске. С тех пор и плачет Хозяйка Жигулей, а слёзы её текут в Каменную чашу.
Встречаются и другие легенды о зарытой в землю от врагов чаше из храма, которая превратилась в источник и не далась в руки.